# Clarksburg (Tennessee)
Clarksburg es un pueblo ubicado en el condado de Carroll en el estado estadounidense de Tennessee. En el Censo de 2010 tenía una población de 393 habitantes y una densidad poblacional de 75,16 personas por km².

## Geografía
Clarksburg se encuentra ubicado en las coordenadas 35°51′57″N 88°23′36″O / 35.86583, -88.39333. Según la Oficina del Censo de los Estados Unidos, Clarksburg tiene una superficie total de 5.23 km², de la cual 5.23 km² corresponden a tierra firme y (0%) 0 km² es agua.

## Demografía
Según el censo de 2010, había 393 personas residiendo en Clarksburg. La densidad de población era de 75,16 hab./km². De los 393 habitantes, Clarksburg estaba compuesto por el 94.15% blancos, el 3.82% eran afroamericanos, el 0% eran amerindios, el 0% eran asiáticos, el 0% eran isleños del Pacífico, el 0.51% eran de otras razas y el 1.53% pertenecían a dos o más razas. Del total de la población el 0.51% eran hispanos o latinos de cualquier raza.